# ジム・リーヴェル

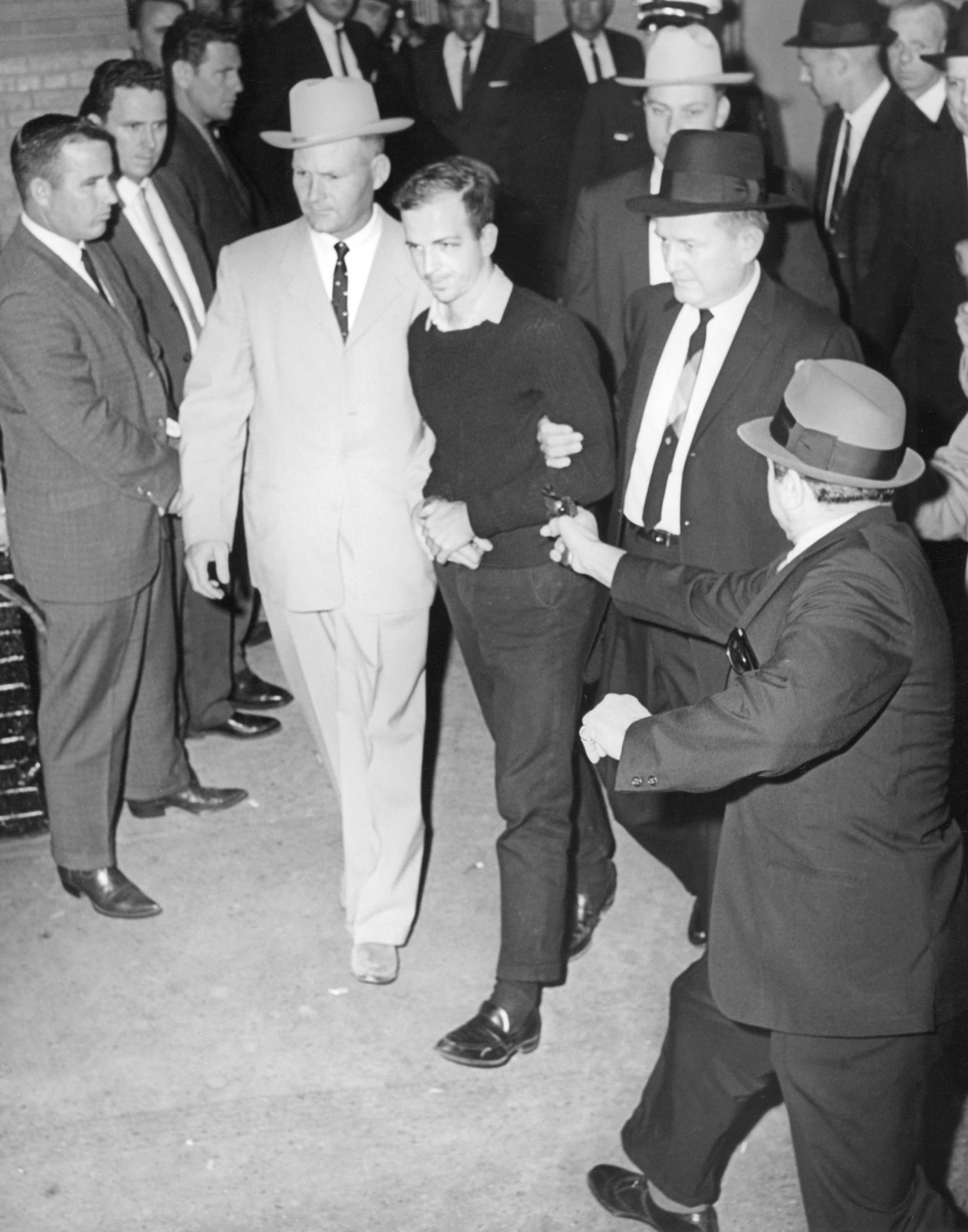
白い帽子を被ってるリーヴェル。（直後にオズワルドは殺害）

ジム・リーヴェル（英：Jim Leavell、1920年8月23日-2019年8月29日）はアメリカ合衆国ダラス殺人課刑事。ケネディ大統領暗殺事件の犯人リー・ハーヴェイ・オズワルドが射殺されるときにそばにいた刑事。

## 幼少期
1920年8月23日、ジム・リーヴェルはテキサス州レッドリバー郡 で生まれた。高校を卒業したあとは海軍となり第二次世界大戦で活躍した。1941年の真珠湾攻撃の生存者でも知られている。終戦から4年後リーヴェルはダラスで殺人課刑事となりキャリアをつめた。

## ケネディ暗殺と晩年
1963年11月22日、ジョン・F・ケネディ大統領が銃撃され死亡した。犯人としてリー・ハーヴェイ・オズワルドが逮捕され2日後にオズワルドは留置所に向かうためリーヴェルはオズワルドの手に手錠をかけ逃げられないようにするため自分の手に片方の手錠をかけた。向かう途中に悲劇は起きた。ナイトクラブ経営者のジャック・ルビーがオズワルドに向けて発砲し、オズワルドは倒れた。リーヴェルは即座に反応し、ルビーの銃を取り上げ逮捕した。後のインタビューで「彼を守るために後ろに突き出したがおそかった」とコメントしている。リーヴェルはウォーレン委員会によるオズワルドの単独犯行を支持し陰謀説を否定している。2019年8月29日、テキサス州ガーランド で心臓発作によって死去。99歳没。